# Bayswater (London Underground)

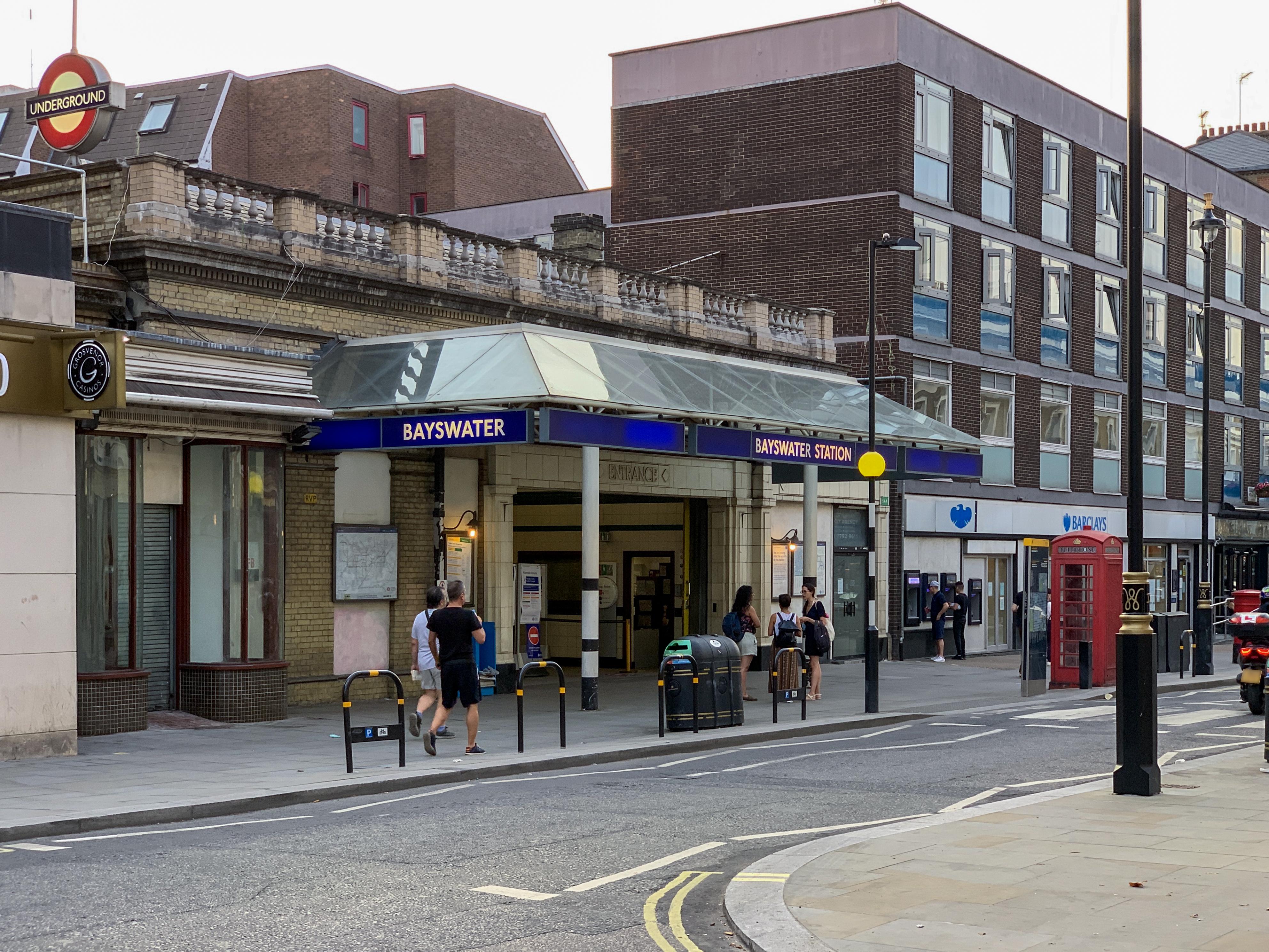
Eingang zur Station

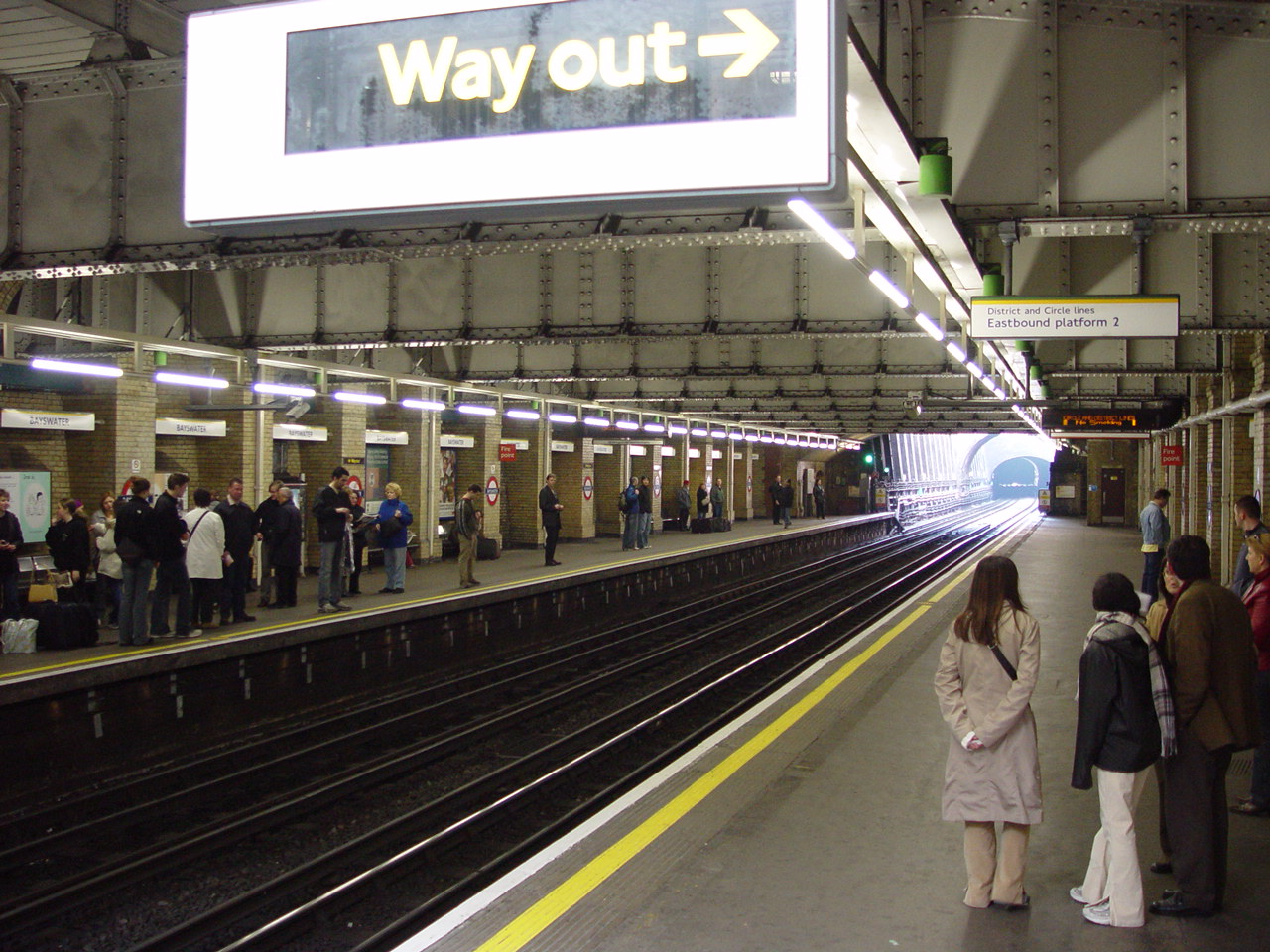
Bahnsteige

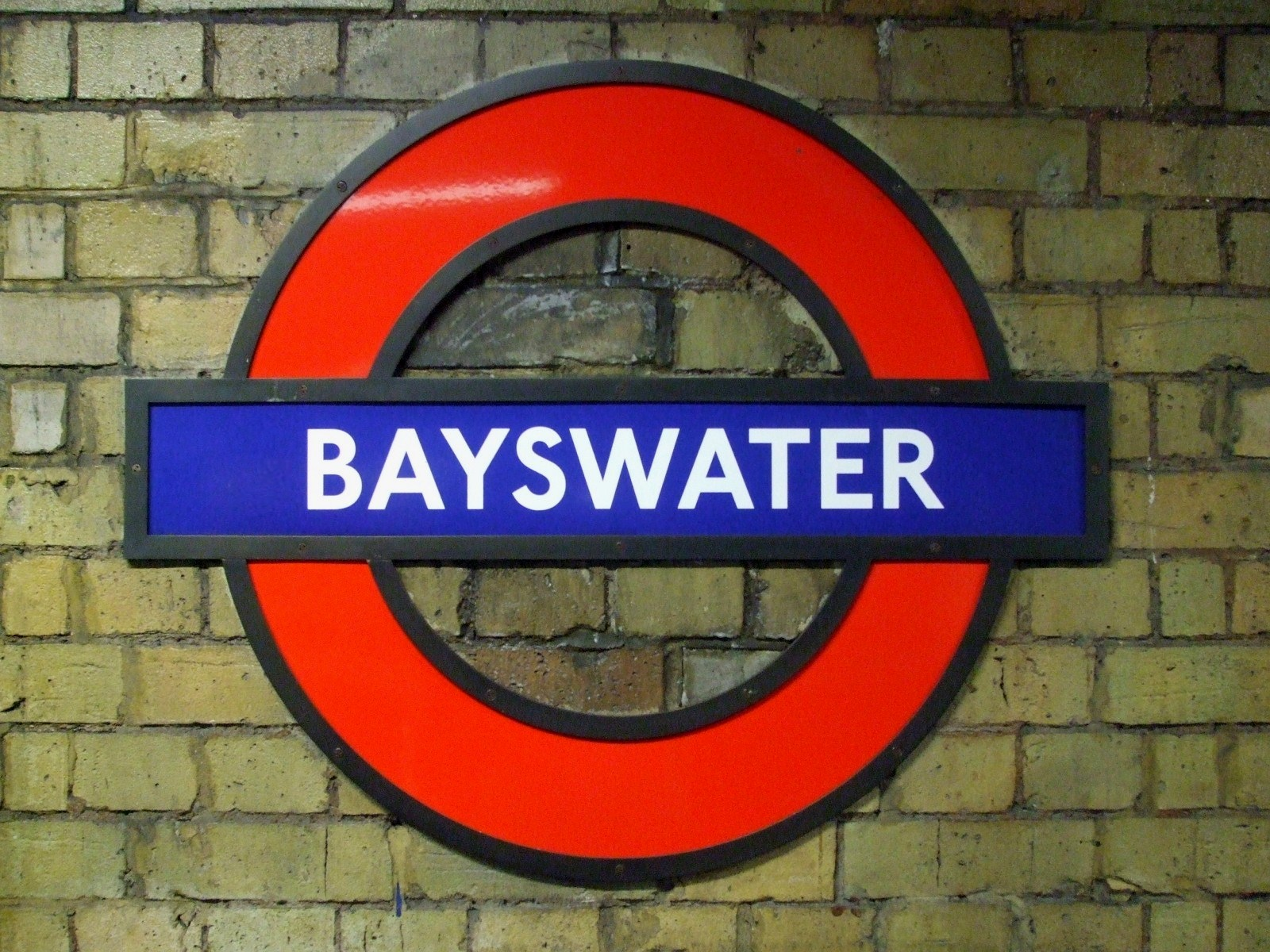
Schild

Bayswater ist eine teilweise unterirdische Station der London Underground in der City of Westminster, im Zentrum des Stadtteils Bayswater, nicht weit von Notting Hill entfernt. Die in der Travelcard-Tarifzone 1 gelegene Station wird von der Circle Line und der District Line bedient. 5,69 Millionen Fahrgäste nutzten sie im Jahr 2014. Das Stationsgebäude befindet sich am Queensway. An derselben Straße, etwa 200 Meter weiter südlich, liegt die Station Queensway der Central Line.

## Geschichte
Die Eröffnung der Station erfolgte am 1. Oktober 1868 durch die Metropolitan Railway, die Vorgängergesellschaft der Metropolitan Line – als Teil der Verlängerung in Richtung South Kensington, die ab 1884 auch von der District Railway (Vorgängerin der District Line) befahren wurde. Der Bau der Strecke durch das vornehme Viertel erforderte den Aushub eines Tunnels in offener Bauweise. Es entstand ein 13 Meter tiefer Einschnitt mit Stützwänden, der mit Bögen aus Ziegelsteinen überdacht wurde. An der östlich gelegenen Straße Leinster Gardens baute man zwei Scheinfassaden, um weiterhin den Eindruck von Reihenhäusern zu vermitteln und den störenden Ausblick auf die Gleise zu versperren.
Die Bahnsteige im Einschnitt wurden mit einem gläsernen Dach überspannt. Ein kleiner Teil des Einschnitts blieb unüberdacht, um den Rauch und Dampf der Lokomotiven entweichen lassen zu können. 1905 begann der elektrische Betrieb. Seit 1949 wird die Circle Line als eigenständige Linie betrachtet, während die Metropolitan Line zurückgezogen wurde.
1923 erhielt die Station den etwas umständlichen Namen Bayswater (Queen’s Road) & Westbourne Grove. Im Jahr 1933 erfolgte eine erneute Namensänderung, diesmal in Bayswater (Queen’s Road). Am 1. September 1946 wurde sie in Bayswater (Queensway) umbenannt; der Klammerzusatz verschwand bald darauf, so dass die Station wieder Bayswater heißt, wie schon bei der Eröffnung.